# Medowucha
Medowucha (russisch Медову́ха) ist ein altes russisches alkoholhaltiges Getränk mit ausgeprägtem würzig-süßem Honiggeschmack. Der Name „Medowucha“ ist abgeleitet von „med“ bzw. „mjod“, was im Russischen (wie auch in vielen anderen slawischen Sprachen) „Honig“ bedeutet.
Die Zubereitung der Medowucha erfolgt durch Gärung verdünnter Beeren- bzw. Fruchtsäfte unter späterer Hinzufügung von Honig und Alkohol. Der Alkoholgehalt der klassischen Medowucha variiert je nach Sorte im Bereich von etwa 10 bis 16 Prozent; es gibt aber auch alkoholfreie Medowucha. Durch die Gärung bildet sich – ähnlich wie beim traditionellen russischen Erfrischungsgetränk Kwas – Kohlensäure, was der Medowucha ihr typisches Prickeln verleiht.
Die „Heimatstadt“ der Medowucha ist Susdal, eine altrussische Stadt, wo sich der russlandweit bekannteste und seit Jahrhunderten traditionsreiche Herstellungsbetrieb der Medowucha befindet. Zu Sowjetzeiten weitgehend in Vergessenheit geraten, hat der „Суздальский медоваренный завод“ (Susdalski medowarenny sawod, die „Susdaler Honigfabrik“) in jüngerer Zeit mit massenhafter Herstellung von Medowucha in Flaschen eine Marktnische eingenommen. Die Susdaler Medowucha ist mittlerweile vielerorts in Russland erhältlich und wird in mehreren verschiedenen Sorten, die sich vor allem im Alkoholgehalt unterscheiden, erfolgreich verkauft.